# Liste ozeanografischer Forschungsinstitute
Dies ist eine Liste ozeanografischer Forschungsinstitute

## International
- Intergovernmental Oceanographic Commission (of UNESCO)
- Consortium for Ocean Leadership (Nichtregierungsorganisation vormals Joint Oceanographic Institutions)
- National Institute of Oceanography

## Nach Staaten

### China
- 2. Meeresforschungsinstitut

### Deutschland
- Institut für Chemie und Biologie des Meeres (ICBM), Oldenburg
- Institut für Meereskunde der Universität Hamburg
- Leibniz-Institut für Ostseeforschung (IOW), Warnemünde
- GEOMAR Helmholtz-Zentrum für Ozeanforschung Kiel
- Leibniz-Zentrum für Marine Tropenökologie (ZMT), Bremen
- Alfred-Wegener-Institut für Polar- und Meeresforschung, (Bremerhaven) und die daran angeschlossene Biologische Anstalt Helgoland
- Marum Zentrum für Marine Umweltwissenschaften an der Universität Bremen
- Forschungsinstitut Senckenberg (Senckenberg am Meer), Wilhelmshaven
- Helmholtz-Zentrum Geesthacht Geesthacht

### Frankreich
- Ifremer Meeresforschungsinstitut mit Hauptsitz in Issy-les-Moulineaux
- Laboratoire de Banyuls-sur-Mer

### Italien
- NATO Undersea Research Centre ehemals SACLANT in La Spezia

### Kanada
- Bedford Institute of Oceanography in Halifax, Nova Scotia

### Kroatien
- Institut Ruđer Bošković – Meeresforschungsinstitut in Rovinj

### Niederlande
- Niederländisches Institut für Meeresforschung, (Texel, „Nederlands Instituut voor Onderzoek der Zee“)

### Norwegen
- Runde Miljøsenter (RMS)

### Österreich
- ProMare – Verein zur Förderung der Meeresforschung in Österreich, seit 1992
- Hydra Institut für Meereswissenschaften (Insel Elba, Italien)
- Department für Meeresbiologie an der Fakultät Lebenswissenschaften, Universität Wien

### Vereinigte Staaten
- Woods Hole Oceanographic Institution, (Woods Hole, Massachusetts) the largest independent oceanographic research institution, Nichtregierungsorganisation
- Meeresbiologisches Laboratorium Woods Hole, vom Woods Hole Oceanographic Institution unabhängiges Forschungsinstitut in Woods Hole
- Scripps Institution of Oceanography, La Jolla, San Diego, Kalifornien
- Friday Harbor Laboratories
- Hatfield Marine Science Center, Forschungsinstitut und Aquarium der Oregon State University in Newport, Oregon
- Monterey Bay Aquarium Research Institute Forschungsinstitut der David and Lucile Packard Foundation in Moss Landing, Kalifornien
- The Oceanography Society (* 1988, Non-Profit-Organisation, Herausgeber der Fachzeitschrift Oceanography)
- National Ocean Service (NOS)

### Vereinigtes Königreich
- Scottish Association for Marine Science, Dunnstaffnage Marine Laboratory
- National Oceanography Centre, Southampton